# Пеликани (филм)
„Пеликани” је југословенски ТВ филм из 1973. године. Режирао га је Владимир Герић а сценарио је написан по делу Аугуста Стриндберга.

## Улоге
| Глумац          | Улога |
| --------------- | ----- |
| Наташа Маричић  |       |
| Борис Михољевић |       |
| Раде Шербеџија  |       |
| Мира Зупан      |       |